# Salwa Bughaighis
Salwa Bugaighis (24 tháng 4 năm 1963 – 25 tháng 6 năm 2014) là một nhà hoạt động chính trị và nhân quyền Libya. bà đã bị ám sát tại Benghazi, Libya vào ngày 25 tháng 6 năm 2014.

## Cuộc đời và sự nghiệp
Bugaighis xuất thân từ một gia đình nổi tiếng ở Benghazi và được đào tạo thành luật sư tại Đại học Garyounis ở Benghazi. Trong những năm trước cuộc cách mạng tháng 2 năm 2011 tại Libya, Bugaighis đã bảo vệ trường hợp của một số tù nhân chính trị chống lại chính phủ Muammar Gaddafi. Bà đã tham gia một số cuộc biểu tình đầu tiên ở Benghazi chống lại Muammar Gaddafi vào tháng 2 năm 2011 với một nhóm luật sư và các nhà hoạt động xã hội dân sự khác.
Bugaighis trở thành thành viên sáng lập và cố vấn cho Hội đồng Chuyển tiếp Quốc gia của Libya, nơi cai trị đất nước trong và sau cuộc nổi dậy. Em gái của bà, Iman, một giáo sư chỉnh nha, là người phát ngôn của Hội đồng. Salwa đã từ chức sau ba tháng để phản đối sự vắng mặt của phụ nữ trong chính phủ mới và sự thiếu thực hành dân chủ đúng đắn trong hội đồng.
bà cũng phản đối các động thái khiến việc mặc áo trùm không bắt buộc, và quan điểm của bà đã đưa bà vào cuộc xung đột với những kẻ cực đoan Hồi giáo.
Trước khi bị ám sát, Bugaighis từng giữ chức phó chủ tịch Ủy ban Đối thoại Quốc gia, một ủy ban được bổ nhiệm bởi thủ tướng của Libya, Ali Zeydan, với mục tiêu là cầu nối sự chia rẽ phe phái của Libya. Bà là cố vấn cho nhiều nhà hoạt động xã hội dân sự, đặc biệt là những người trẻ tuổi. bà đã cập nhật Facebook với hình ảnh mình bỏ phiếu vào ngày bà bị giết.
Vào ngày 25 tháng 6 năm 2014, Bugaighis đã bị bắn bởi một nhóm bốn tay súng đã đột nhập vào nhà bà, làm bị thương một nhân viên bảo vệ và bắt cóc chồng bà, Essam al-Ghariani.
Có một phản ứng rất mạnh mẽ đối với vụ giết người của bà. Một số lượng lớn phụ nữ Benghazi đã đi ra đường để phản đối tội ác này trong những ngày sau cái chết của bà. Các nhà hoạt động nhân quyền và các tổ chức đã tổ chức nhiều sự kiện trong ký ức của bà trong và ngoài Libya, và bà đã trở thành một biểu tượng của cuộc đấu tranh cho tự do và dân chủ ở Libya. Fariha al-Berkawi, một thành viên của Đại hội đồng toàn quốc, người đã lên án mạnh mẽ cái chết của Bughaighis, đã bị một tay súng bắn vào một trạm xăng ở Derna ba tuần sau đó, vào ngày 17 tháng 7 năm 2014.

### Phản ứng
Đại sứ Mỹ tại Libya, Deborah Jones, nói rằng vụ giết người là "đau lòng". Đại sứ Anh Michael Aron đã tweet "tàn phá về vụ giết người khủng khiếp" và gọi Bugaighis là "ánh sáng hàng đầu của cuộc cách mạng 17 tháng 2 và nhà vô địch nhân quyền". Cố vấn an ninh quốc gia Hoa Kỳ Susan Rice, phản ánh về việc gặp Bugaighis, nói: "Tôi rất ấn tượng bởi sự can đảm, lãnh đạo và cống hiến của bà ấy trong việc xây dựng một Libya hòa bình, dân chủ, nơi quyền và tự do của tất cả phụ nữ và đàn ông Libya được tôn trọng và bảo vệ." 

## Cuộc sống cá nhân
Gia đình bà được biết đến với sự đa dạng của nó. Bà có một anh trai trực thuộc Đảng Công lý và Xây dựng thuộc Anh em Hồi giáo. Bà có ba con trai.